# Rumba Tres
Rumba Tres (escrit de vegades Rumba 3) és un històric grup barceloní de rumba catalana que va assolir un gran èxit comercial durant la dècada de 1970, quan fou un dels referents d'aquest moviment musical al costat de Peret i Los Amaya. Format pels germans Pere i Joan Capdevila i el seu amic d'infantesa, Josep Sardaña, al llarg de la seva carrera van llançar èxits de vendes com ara "Perdido amor", "Tengo lo que quiero" i, especialment, "No sé, no sé", la seva cançó més recordada, la qual va encapçalar nombroses llistes d'èxits estatals i internacionals. El seu estil característic, més a prop de la "rumba pop" que de la rumba catalana dita, els acostava a altres grups del moment com ara Fórmula V o Los Diablos. Tot i així, en una de les darreres entrevistes que concedí, Peret qualificà Perdido amor com «una de les millors cançons de la història de la rumba catalana».
Durant la seva etapa en actiu, Rumba Tres aconseguí vendes milionàries i una forta repercussió mediàtica, no només a l'Estat Espanyol i a Sud-amèrica, sinó també a Europa, on el 1978 van aconseguir el premi especial de la radiotelevisió polonesa al Festival de Sopot. Diversos autors internacionals tragueren versions de cançons seves, com ara per exemple Roberto Blades (germà de Rubén) amb Señora o els novaiorquesos Proyecto Uno, amb el seu recordat El Tiburón.

## Infantesa
Els membres de Rumba Tres varen néixer i residir gran part de la seva vida al barri del Bon Pastor, al Districte de Sant Andreu. Pere (nascut cap a 1948) i Joan Capdevila (1951) pertanyien a una família humil -els seus besavis, ben situats econòmicament, s'havien arruïnat completament- i el seu pare, discapacitat des de la Guerra Civil Espanyola, havia de compaginar tres feines per a poder mantenir els seus quatre fills. Per la seva banda, els avis de Josep Sardaña (1950) s'havien instal·lat al barri provinents de la zona minera de La Unión (Múrcia).
De petits, tots tres es conegueren al col·legi "Cristóbal Colón", l'actual SES Cristòfol Colom del carrer Mollerussa. Les dificultats econòmiques dels Capdevila, però, varen fer que els germans Pere i Joan haguessin d'anar a la "Protección de Menores", coneguda popularment com a "La Prote", un internat per a orfes o necessitats dirigit per l'Auxilio Social franquista. Situat al Poblenou, a l'illa formada pels actuals carrers Ramón Turró, Àlaba, Pamplona i Doctor Trueta, l'edifici es va enderrocar el 1978, però durant la seva etapa d'activitat va destacar per les condicions de misèria i crueltat envers els nens, els quals havien de suportar fam, fred, manca d'higiene i maltractaments constants.
A la "Prote", els Capdevila varen passar els pitjors anys de la seva vida. Per tal d'evadir-se de la situació, sovint cantaven al carrer i a l'escola acompanyats del seu amic Sardaña. Al tombant de la dècada de 1960, un professor els va escoltar i els va encoratjar a participar en un festival benèfic en què col·laborava l'escola, una gala en directe impulsada pel popular "Padre Botella" al Centre Parroquial del Bon Pastor. Fou allà on el presentador els "batejà" amb el seu primer nom artístic, Los Espontáneos, en veure que ells no n'havien triat cap.

## Los Espontáneos (1963-1970)
El debut de Los Espontáneos fou un èxit i des d'aquell dia actuaren a nombroses celebracions i esdeveniments. El 1963 varen participar en el programa La comarca nos visita de Ràdio Barcelona i després al Radioscope de Salvador Escamilla, qui els aconseguí poc després el seu primer contracte discogràfic, concretament amb Discophon. També els contractà el representant Ricard Ardèvol, però com que no tenien l'edat va haver d'aconseguir-los un permís especial del Sindicat de l'Espectacle per a poder actuar. Des d'aleshores, actuaren per tot Catalunya al costat de Mary Santpere, Los Cinco Latinos, Los 3 Sudamericanos, Ramon Calduch i altres artistes. Los Espontáneos varen editar un parell de discs i tocaven tota mena d'estils, des de boleros de Los Panchos a cançó espanyola o versions de la Nova Cançó. Varen fer una versió de l'A cara o creu de Lluís Llach que ja s'orientava cap a la rumba catalana, un gènere que anaren practicant cada cop més fins que decidiren de dedicar-s'hi quasi en exclusiva.

## El naixement de Rumba Tres
El 1970 la Belter els contractà i els va proposar de canviar-se el nom per "Rumba Tres", ja que "Los Espontáneos" recordava al que tenia registrat un grup britànic. Aquell mateix any publicaren el seu primer disc amb Belter, amb cançons com ara Tu nombre i Besos. El 1973, la seva versió del Perdido amor de Rosa Morena en clau de rumba pop fou un gran èxit, i amb la posterior Tengo lo que quiero van aconseguir un disc d'or. Malgrat que quasi tots els seus temes els componien ells mateixos, en una actuació a Salamanca decidiren encarregar-li també cançons a Manuel Sánchez Pernía, compositor vocacional que treballava a Sofico. Fou justament una de les creacions de Sánchez, No sé, no sé (1974) la que consagrà definitivament el grup. Manuel Sánchez l'havia escrit inspirant-se en la mirada de la seva filla.

## Trajectòria

### Els èxits dels 70 i 80
A partir del llançament de No sé, no sé, els èxits de Rumba Tres se succeïren en cadena i la seva popularitat cresqué arreu del món. El disc va ocupar el número u en vendes i a totes les llistes d'èxits estatals. Rumba Tres començà a editar a Alemanya, Bèlgica i França entre altres països europeus, mentre tenien una agenda tan compacta d'actuacions que la Belter els va arribar a oferir una avioneta. El seu bateria des dels començaments, Salva Gil, va abandonar el grup en no poder-lo compaginar amb la vida familiar.
El grup va iniciar gires internacionals, amb gran èxit a Veneçuela, Equador o Colòmbia. A Finlàndia en feien que duraven un mes, la seva música sonava com a sintonia del Giro d'Itàlia i la BBC, quan emetia alguna notícia o reportatge sobre Espanya, els solia acompanyar amb música de Rumba Tres. El 1980, la seva cançó Y no te quedan lágrimas, quasi una peça de música disco, fou inclosa a la banda sonora de la pel·lícula d'Eloy de la Iglesia Navajeros. Durant aquella època, l'estampa característica del grup era el seu vestuari, amb uns esmòquings que els confeccionava en exclusiva El Corte Inglés.

### Triomf i declivi als EUA
A finals de la dècada de 1980, quan portaven quasi 30 anys de carrera i a Europa havien estat pràcticament oblidats, el grup va revifar i va viure la seva millor etapa gràcies al seu Rumbamanía (1988), un mix de 12 minuts que va arribar al número 2 del Billboard llatí als EUA i als primers llocs de les llistes a molts països europeus. Van protagonitzar actuacions estel·lars a l'hotel Hilton de Miami i davant de 40.000 persones a Washington DC i a Houston. El seu èxit al país era tan important, que es van plantejar fins i tot d'establir la seva residència a Miami. La Rocío Jurado els va trobar una casa al costat de la seva, però a l'hora de la veritat van decidir de seguir a Catalunya pensant en el futur de la seva família.
De forma imprevista, però, poc després la seva carrera va anar llanguint i el seu record es va esvair fins a apagar-se definitivament. Abans que això passés, van rebutjar ofertes tan sucoses com ara fer telenovel·les a Amèrica o gravar dos futurs superèxits com «Bamboleo» o «La Macarena», amb els quals varen triomfar uns anys després els Gipsy Kings i Los del Río, respectivament.

## Actualitat
Durant la seva etapa d'èxit, els membres de Rumba Tres varen comprar la Sala Tahití de Tossa de Mar, un espai on havien actuat sovint de joves. Actualment, Joan Capdevila viu en aquest municipi de La Selva i manté la sala en funcionament, dedicada a oferir actuacions musicals. El seu germà Pere alterna la residència entre Tossa de Mar i Nou Barris, a Barcelona, mentre que Josep Sardaña, després de seguir al Bon Pastor fins al tombant del segle xxi, viu actualment a Santa Coloma de Farners, ben a prop de Tossa.
Durant la tardor del 2015 (el 6 de novembre a Madrid, el 8 a Barcelona i el 14 a València) s'estrenà el documental biogràfic Rumba Tres, de ida y vuelta, obra de David Casademunt i Joan Capdevila (Barcelona, 1977), fill d'en Joan. A la pel·lícula hi apareixen estrelles com ara Lolita, Peret (qui va concedir una de les seves darreres entrevistes per a aquest documental), Luis Cobos, els germans Muñoz d'Estopa o José Mota al costat dels familiars dels cantants, entre ells les seves esposes Reme, Sara i Lluïsa. Es tracta del primer documental de Joan Capdevila, qui esmerçà tres anys en la seva creació.
Amb motiu de l'estrena del documental, el grup tornà a gravar els seus èxits Perdido amor i No sé, no sé juntament amb el grup Sabor de Gràcia, de cara a l'edició d'un nou disc que combinarà cançons inèdites amb vells èxits actualitzats. També tenien previst actualitzar Y no te quedan lágrimas.

## Membres
- Pere Capdevila, cantant
- Joan Capdevila, harmonies vocals altes i guitarra rítmica
- Josep Sardaña, veu baixa i guitarra solista[1]
- Salva Gil, bateria (als inicis del grup)[3]

## Discografia
Després d'uns anys actuant amb el nom de "Los Espontáneos", el 1970 van canviar-se'l pel de "Rumba Tres". El seu primer disc, homònim, incloïa temes com ara Tu nombre i Besos. Més tard tragueren altres temes com ara Los palitos, Ana María, Beatriz i Me marcharé. La seva consagració fou, però, el Perdido Amor de 1973. A partir d'aquí, la seva discografia es disparà en conjunt amb la seva fama, fins que el 1995 tragueren el seu darrer disc fins al moment, Loco Corazón (Red Bullet).

### LP i SP (vinil)
Los Espontáneos
- Los palitos (Discophon, 1968)
- Mala Yerba (Discophon, 1969)

Rumba Tres
- Rumba 3 (Belter, 1972)
- Perdido Amor (Belter, 1973)
- Bravo (Belter, 1974)
- No sé, no sé (Belter, 1974)
- Quiero ser feliz (Belter, 1975)
- El tiburón (Belter, 1976)

[...]
- Rumbamanía (Red Bullet, 1988)

[...]
- Loco Corazón (Red Bullet, 1995)